# SS City of Paris (1866)
SS City of Paris – statek pasażerski armatora Inman Line wybudowany w stoczni Tod and Macgregor w Glasgow w roku 1865, który zatonął kolizji w 1885 w okolicach Malagi.
Jednostka miała pierwotnie długość 105 m; innowacją był system sterowania z mostku. W 1869 został przedłużony i jego dane były następujące: długość 121 metrów, szerokość 12,3 m i zanurzenie 8 m, pojemność brutto 3031 BRT i netto 1975 NRT. Była trójpokładową, żelazną, parową fregatą, o napędzie śrubowym. Silnik stanowiła pozioma, dwucylindrowa maszyna parowa, także konstrukcji Tod and Macgregor o mocy 550 KM; średnica cylindrów wynosiła 208 i 226 cm, a skok tłoka – 107 cm. Statek miał uniesiony pokład dziobowy na długości 25 m.
„City of Paris” udowodnił, że jednostki śrubowe są nie tylko ekonomiczniejsze od bocznokołowców, ale także szybkie. W 1868 roku ścigał się z SS „Russia”, należącą do Cunard Line i wyprzedził ją na odcinku Nowy Jork-Cobh osiągając czas 8 dni, 19 godzin i 23 minut („Russia” ostatecznie wygrała wyścig, docierając jako pierwsza do Liverpoolu). Rok później statek Inmana przepłynął z Cobh do Halifaxu w 6 dni i 21 godzin.
W 1879 roku „City of Paris” wioząc wojsko do Afryki Południowej, wpadł na mieliznę w okolicach Simonstown. Po powrocie do kraju został wyremontowany i otrzymał nową maszynę parową. Była to dwucylindrowy silnik sprzężony, konstrukcji G. Forrester&Co o mocy 450 KM; średnica cylindrów wynosiła 112 i 213 cm, a skok tłoka – 203 cm.
5 marca 1884 roku, statek, ówcześnie już pod banderą francuską jako „Tonquin”, zatonął po zderzeniu z inną francuską jednostką, „Maurice-èt-Rèunion”, niedaleko Malagi. „Tonquin” wiózł ładunek węgla z do Marsylii. Kapitan, dwóch oficerów i 21 marynarzy zginęło, a 38 członków załogi zostało uratowanych.